# 讓山口
60°42′S 45°38′W / 60.700°S 45.633°W
讓山口（英語：Jane Col）是南極洲的山口，位於南奧克尼群島的西格尼島，處於簡峰以西，由英國南極名稱諮詢委員會命名，現時由南極條約體系管理。